# Altice Arena
Altice Arena (prijašnji nazivi MEO Arena, odnosno Pavilhão Atlântico) višenamjenska je arena u Lisabonu, glavnom gradu Portugala. Jedna je od najvećih arena u Europi kapaciteta 20.000 sjedećih mjesta. Otvorena je 1998. godine kako bi ugostila EXPO izložbu. Uz EXPO '98 ugostila je i mnoge druge događaje kao što su Svjetsko nogometno prvenstvo za mlađe od 19 godina 1999., ATP Finale 2000., Svjetsko prvenstvo u atletici na zatvorenom 2001., Svjetsko prvenstvo u rukometu 2003., MTV Europsku dodjelu nagrada 2005., UEFA Kup u futsalu (2001./02., 2009./10., 2014./15.) i nekoliko koncerata tijekom godina.
Altice Arena također će biti mjesto događaja Eurosonga 2018.